# Troy Brosnan
Troy Brosnan, né le 13 juillet 1993, est un coureur cycliste australien spécialiste de VTT de descente.

## Palmarès en VTT de descente

### Championnats du monde
- Lillehammer-Hafjell 2014
  -  Médaillé de bronze de la descente
- Mont Saint-Anne 2019
  -  Médaillé d'argent de la descente
- Val di Sole 2021
  -  Médaillé de bronze de la descente

### Coupe du monde
- Coupe du monde de descente
  - 2014 : 3e du classement général, vainqueur d'une manche
  - 2015 : 3e du classement général
  - 2016 : 3e du classement général
  - 2017 : 2e du classement général, vainqueur d'une manche
  - 2018 : 3e du classement général
  - 2019 : 3e du classement général
  - 2020 : 6e du classement général
  - 2021 : 4e du classement général, vainqueur d'une manche
  - 2022 : 19e du classement général
  - 2023 : 8e du classement général
  - 2024 : 2e du classement général, vainqueur d'une manche

### Championnats d'Australie
- Champion d'Australie de descente : 2012, 2014, 2015, 2016, 2018, 2019, 2020 et 2021